# Senebkay
Useribra Senebkay fue un faraón del Antiguo Egipto, perteneciente a la Dinastía de Abidos (c. 1650-1670 a. C.), una dinastía local de Abidos. La hipótesis acerca de la existencia de una Dinastía de Abidos fue propuesta por primera vez por Detlef Franke a fines de la década de 1980, siendo desarrollada tiempo después por Kim Ryholt en 1997. De acuerdo con la misma, esta dinastía gobernó simultáneamente con las dinastía XV y dinastía XVI durante el convulso período conocido como Segundo Periodo Intermedio.

## Evidencias arqueológicas

### Tumba
Su tumba fue descubierta en enero de 2014 en la zona sur de Abidos por el egiptólogo Josef W. Wegner, integrante de la misión arqueológica de la Universidad de Pensilvania (Estados Unidos). Esta es la primera evidencia de su existencia, pues era un rey desconocido hasta este momento.
La tumba de Senebkay consta de cuatro estancias decoradas con imágenes de las diosas Nut, Neftis, Selket e Isis. El mal estado de su momia así como la ausencia de restos de vasijas y otros objetos típicos de los enterramientos reales evidencia que su tumba fue saqueada ya en la antigüedad. De las ofrendas funerarias encontradas, algunas debieron haber sido tomadas de tumbas anteriores, tal como atestigua la caja canópica de madera cuyas inscripciones la sugieren originalmente destinada para un rey Sobekhotep, probablemente el dueño de la tumba cercana S10.
Su momia, encontrada dentro de un ataúd de madera, llevaba en su cabeza al momento del entierro, una máscara funeraria. Las inscripciones registran la titularidad de este faraón que figura como Rey del Alto y del Bajo Egipto, Useribra. El hijo de Ra, Senebkay, con su nombre escrito dentro del cartucho real. 
Aunque su momia apareció desmembrada, el esqueleto estaba completo y se pudo determinar que en vida medía alrededor de 1,78 metros y que, al momento de su muerte, tenía entre 35 y 40 años. Estudios en el esqueleto mostraron que el rey probablemente murió en el campo de batalla dado que en su cráneo se encontró una herida proveniente, probablemente, de un hacha que lo golpeó por detrás, después de ser derribado de un caballo o carro de guerra, como sugieren los cortes en la espalda baja, piernas y tobillos, asestados desde abajo.

### Canon de Turín
Otra evidencia podría estar aportada por el Canon de Turín. En él aparecen dos reyes con los nombres del trono de Wser... ra. La dificultad de su interpretación estriba en el hecho de que ambos nombres están sólo parcialmente preservados.

### Restos arqueológicos
Otra posible evidencia de su existencia es el hallazgo de un amuleto (una varita mágica) con la inscripción de un rey de nombre Sebkay que fue encontrado en Abidos; aunque podría referirse a uno o dos reyes de la anterior dinastía XIII.

## Titulatura
| Titulatura | Jeroglífico | Transliteración (transcripción) - traducción - (referencias) |

| S29 | N35 | D58 | D28 | M17 | M17 |

| S29 | N35 | D58 | D28 | M17 | M17 |

| S29 | N35 | D58 | D28 | M17 | M17 |

| S29 | N35 | D58 | D28 | M17 | M17 |

| S29 | N35 | D58 | D28 | M17 | M17 |

| S29 | N35 | D58 | D28 | M17 | M17 |

| S29 | N35 | D58 | D28 | M17 | M17 |

| S29 | N35 | D58 | D28 | M17 | M17 |

| S29 | N35 | D58 | D28 | M17 | M17 |

| S29 | N35 | D58 | D28 | M17 | M17 |

| S29 | N35 | D58 | D28 | M17 | M17 |

| S29 | N35 | D58 | D28 | M17 | M17 |

| S29 | N35 | D58 | D28 | M17 | M17 |

| S29 | N35 | D58 | D28 | M17 | M17 |

| S29 | N35 | D58 | D28 | M17 | M17 |

| S29 | N35 | D58 | D28 | M17 | M17 |